# Max Kruse
Maximilian 'Max' Kruse (Reinbek, 19 maart 1988) is een Duits voetballer die doorgaans als aanvallende middenvelder speelt. Kruse debuteerde in 2013 in het Duits voetbalelftal.

## Clubcarrière
Kruse speelde in de jeugd bij TSV Reinbek, SC Vier- und Marschlande en Werder Bremen. Op 29 september 2007 maakte hij onder Thomas Schaaf zijn Bundesliga-debuut in een met 8–1 gewonnen wedstrijd tegen Arminia Bielefeld. Hij verving na 63 minuten de Kroaat Jurica Vranješ en gaf de assist waaruit Markus Rosenberg het zesde doelpunt maakte.
Op 4 mei 2009 tekende Kruse een tweejarig contract bij FC St. Pauli. In drie seizoenen maakte hij 22 doelpunten in 96 wedstrijden voor de club, waarmee hij in het seizoen 2009/10 vanuit de 2. Bundesliga promoveerde.
In mei 2012 tekende Kruse een driejarig contract bij SC Freiburg, dat 500.000 euro op tafel legde voor de middenvelder. Op 18 augustus 2012 debuteerde hij voor zijn nieuwe club in de DFB-Pokal tegen SC Victoria Hamburg. Hij maakte het openingsdoelpunt en gaf de assist op de tweede treffer. SC Freiburg won met 2–1 en bereikte zodoende de volgende ronde van het bekertoernooi. Op 25 augustus 2012 debuteerde Kruse voor eigen publiek in de competitie tegen FSV Mainz 05. Drie weken later was hij mede-verantwoordelijk voor de eerste overwinning van het seizoen met één doelpunt en twee assists in een thuiswedstrijd tegen TSG 1899 Hoffenheim (5–3). Op 15 december 2012 slaagde Freiburg erin om te winnen in het uitduel tegen FC Schalke 04 (1–3). Kruse leverde assists op Jan Rosenthal en Jonathan Schmid. Op 16 februari 2013 opende Kruse de score tegen Werder Bremen. Dankzij de 2–3 uitoverwinning op Werder slaagde Freiburg er voor het eerst in elf jaar in om te winnen van de Noord-Duitse club.
In de zomer van 2013 verhuisde Kruse naar Borussia Mönchengladbach. Ook hier werd hij basisspeler. Kruse speelde in twee seizoenen meer dan zestig competitiewedstrijden voor Borussia Mönchengladbach en maakte in beide seizoenen meer dan tien doelpunten.
Kruse tekende in mei 2015 een per juli van dat jaar ingaand contract tot medio 2019 bij VfL Wolfsburg. Dat verzekerde zich op dezelfde dag dat hij tekende van directe plaatsing voor de UEFA Champions League. De club betaalde een gelimiteerde transfersom van twaalf miljoen euro voor Kruse. Het lukte hem hier in zijn eerste jaar niet om een onomstreden basisspeler te worden. Daarnaast kwam hij diverse keren in opspraak door incidenten buiten het veld.
Kruse tekende in augustus 2016 een contract bij Werder Bremen, de nummer dertien van Duitsland in het voorgaande seizoen. Het betaalde circa €9.000.000,- voor hem aan Wolfsburg. Kruses eerste seizoen bij Werder Bremen werd met vijftien doelpunten in de competitie het meest productieve in zijn carrière. Dit was onder meer te danken aan een 2–4 overwinning uit bij FC Ingolstadt 04, waarin hij alle vier de doelpunten van zijn ploeg maakte. Het seizoen erna was met 6 doelpunten in de competitie minder effectief, maar in zijn derde seizoen in Bremen kwam hij weer in de dubbele cijfers. Na het derde seizoen, in 2019, liep het contract van Kruse bij Werder af en kon hij transfervrij overstappen naar Fenerbahçe SK. In het enkele seizoen in Turkse dienst kwam hij in de competitie en beker tot zeven doelpunten in 23 wedstrijden. Op 6 augustus 2020 keerde Kruse terug naar Duitsland, waar hij transfervrij de overstap maakte naar 1. FC Union Berlin. Medio 2022 keerde hij terug bij Wolfsburg waar hij eind november 2022 ontslagen werd.

## Clubstatistieken
| Seizoen | Club                     | Land               | Competitie    | Competitie | Competitie | Beker | Beker | Internationaal | Internationaal | Totaal | Totaal |
| Seizoen | Club                     | Land               | Competitie    | Wed.       | Dlp.       | Wed.  | Dlp.  | Wed.           | Dlp.           | Wed.   | Dlp.   |
| ------- | ------------------------ | ------------------ | ------------- | ---------- | ---------- | ----- | ----- | -------------- | -------------- | ------ | ------ |
| 2006/07 | Werder Bremen II         | Vlag van Duitsland | Regionalliga  | 12         | 0          | 0     | 0     | —              | —              | 12     | 0      |
| 2007/08 | Werder Bremen II         | Vlag van Duitsland | Regionalliga  | 33         | 2          | 0     | 0     | —              | —              | 33     | 2      |
| 2007/08 | Werder Bremen            | Vlag van Duitsland | Bundesliga    | 1          | 0          | 3     | 0     | 0              | 0              | 4      | 0      |
| 2008/09 | Werder Bremen II         | Vlag van Duitsland | 3. Liga       | 23         | 5          | 0     | 0     | —              | —              | 23     | 5      |
| 2009/10 | FC St. Pauli II          | Vlag van Duitsland | Regionalliga  | 1          | 0          | 0     | 0     | —              | —              | 1      | 0      |
| 2009/10 | FC St. Pauli             | Vlag van Duitsland | 2. Bundesliga | 29         | 7          | 2     | 0     | —              | —              | 31     | 7      |
| 2010/11 | FC St. Pauli             | Vlag van Duitsland | Bundesliga    | 33         | 2          | 1     | 0     | —              | —              | 34     | 2      |
| 2011/12 | FC St. Pauli             | Vlag van Duitsland | 2. Bundesliga | 34         | 13         | 1     | 0     | —              | —              | 35     | 13     |
| 2012/13 | SC Freiburg              | Vlag van Duitsland | Bundesliga    | 34         | 11         | 5     | 1     | —              | —              | 39     | 12     |
| 2013/14 | Borussia Mönchengladbach | Vlag van Duitsland | Bundesliga    | 34         | 12         | 1     | 0     | —              | —              | 35     | 12     |
| 2014/15 | Borussia Mönchengladbach | Vlag van Duitsland | Bundesliga    | 32         | 11         | 3     | 2     | 7              | 0              | 42     | 13     |
| 2015/16 | VfL Wolfsburg            | Vlag van Duitsland | Bundesliga    | 32         | 6          | 2     | 1     | 9              | 2              | 43     | 9      |
| 2016/17 | Werder Bremen            | Vlag van Duitsland | Bundesliga    | 23         | 15         | 1     | 0     | —              | —              | 24     | 15     |
| 2017/18 | Werder Bremen            | Vlag van Duitsland | Bundesliga    | 29         | 6          | 4     | 2     | —              | —              | 33     | 8      |
| 2018/19 | Werder Bremen            | Vlag van Duitsland | Bundesliga    | 32         | 11         | 4     | 1     | —              | —              | 36     | 12     |
| 2019/20 | Fenerbahçe               | Vlag van Turkije   | Süper Lig     | 20         | 7          | 3     | 0     | —              | —              | 23     | 7      |
| 2020/21 | 1. FC Union Berlin       | Vlag van Duitsland | Bundesliga    | 10         | 6          | 0     | 0     | —              | —              | 10     | 6      |
| Totaal  | Totaal                   | Totaal             | Totaal        | 412        | 114        | 30    | 7     | 16             | 2              | 458    | 123    |

## Interlandcarrière
Op 29 mei 2013 maakte Kruse zijn debuut in het Duitsland in de vriendschappelijke interland tegen Ecuador. Hij startte in het basiselftal en werd na 78 minuten gewisseld voor Dennis Aogo. Op 2 juni 2013 maakte hij zijn eerste interlanddoelpunt voor Duitsland in de oefeninterland tegen de Verenigde Staten. Hij viel na rust in voor Sven Bender en scoorde na 78 minuten de 4–2. Duitsland verloor de oefeninterland met 4–3. In het kwalificatietoernooi voor het Europees kampioenschap voetbal 2016 maakte Kruse op 13 juni 2015 tegen Gibraltar twee doelpunten. Duitsland won de wedstrijd met 0–7. In de laatste kwalificatiewedstrijd, gespeeld op 11 oktober 2015 tegen Georgië, maakte Kruse tien minuten voor tijd het winnende doelpunt (2–1). Duitsland won door de overwinning op Georgië de kwalificatiegroep en dwong daarmee directe kwalificatie voor het eindtoernooi af.

## Erelijst
| DFL-Supercup | 1x | 2015 |

## Trivia
- Kruse werd door bondscoach Joachim Löw niet geselecteerd voor het wereldkampioenschap voetbal 2014 in Brazilië. In plaats daarvan ging hij naar Las Vegas om deel te nemen aan de World Series of Poker 2014. Kruse werd derde (van 241 deelnemers) in het $1.500 No-Limit 2-7 Draw Lowball-toernooi, goed voor een prijs van $36.494,-.[5]